# Eugène Baret
Pour les articles homonymes, voir Baret (homonymie).
Eugène Baret ou Pierre Eugène Baret , né le 16 décembre 1814 à Bergerac et mort le 4 avril 1887 à Paris, est un professeur des universités en littérature espagnole, recteur et inspecteur général de l'enseignement primaire français.

## Biographie

### Famille
Pierre Baret est né le 16 décembre 1814 à Bergerac,. Il est le fils de Jean Baret, propriétaire et marchand ferblantier, et d'Anne Dailhac,.
Il se marie le 18 août 1858, avec Pauline, Louise Barbat du Closel, née en 1833, fille d'Adrien Barbat du Closel, receveur principal des octrois à Paris. Ils ont plusieurs enfants,. Pierre Baret a un frère, Jean Chéri, qui est banquier. Le frère de Pauline Louise Barbat du Closel, Albert Barbat du Closel, est juge à Yssingeaux puis à Issoire.

### Carrière
Pierre Eugène Baret fait ses études au collège de Bergerac puis au collège Henri IV à Paris. Il entre en 1834 à l'École normale supérieure et obtient en 1837 l'agrégation de lettres. Il est docteur ès-lettres en 1853,. Sa thèse est consacrée à la rédaction de l'Amadis de Gaule de Garcia Ordonez de Montalvo.
Il est d'abord professeur au collège d'Amiens en 1837, puis à Auch, La Rochelle, Poitiers et Angers. En 1854, il devient professeur de littérature étrangère à la faculté des lettres de Clermont-Ferrand. Comme il est hispanisant, il est désigné en 1866 comme secrétaire d'État à l'Instruction publique de l'empereur Maximilien du Mexique, mais l'échec du Second Empire mexicain l'empêche d'y partir,. À titre de compensation, il devient doyen de la faculté de Clermont-Ferrand, en 1869.
Il est nommé inspecteur de l'académie de Paris en 1873, puis recteur de l'académie de Chambéry en 1875. Le 26 avril 1878, il est nommé inspecteur général de l'instruction publique, pour l'enseignement primaire. Il est mis à la retraite le 24 novembre 1880,, prématurément, parce qu'il défend les congrégations enseignantes. Il rédige trois cents rapports, qui concernent surtout des écoles des académies de Toulouse et de Clermont-Ferrand, mais également celles d'Orléans et de Paris,. Il est aussi l'auteur de trois rapports sur les salles d'asile.
Pierre Eugène Baret meurt le 4 avril 1887 à Paris, dans le 15e arrondissement.

## Œuvres
- De l'Amadis de Gaule et de son influence sur les mœurs et sur la littérature aux XVIe et XVIIe siècles, Paris, Auguste Durand, 1853, 205 p. (lire en ligne)[5].
- Nouvelles observations sur Roland et la chanson de Roncevaux (extrait de la Revue de l'Anjou), Angers, Imprimerie De Cosnier et Lachèse, 1854, 33 p. (lire en ligne)[5].
- Espagne et Provence : Études sur la littérature du midi de l'Europe accompagnées d'extraits et de pièces rares ou inédites, pour faire suite aux travaux de Raynouard et de Fauriel, Paris, Auguste Durand, 1857, 451 p. (lire en ligne)[5].
- Ménage : sa vie et ses écrits, Lyon, Louis Perrin, 1859, 36 p. (lire en ligne).
- Histoire de la littérature espagnole : Depuis ses origines les plus reculées jusqu'à nos jours, Paris, Dezobry, Tandou et Cie, coll. « Collection d'histoire littéraire », 1863, 619 p. (lire en ligne)[6],[5].
- Du poème du Cid dans ses analogies avec la Chanson de Roland, 1858[5].
- Mémoire sur l'originalité du Gil Blas de Lesage, 1864[5].
- Les Troubadours et leur influence sur la littérature du midi de l'Europe : avec des extraits et des pièces rares ou inédites, Paris, Librairie académique Didier et Cie, 1866, 483 p. (lire en ligne)[5].
- Œuvres dramatiques de Lope de Vega : traduction de M. Eugène Baret,... avec une étude sur Lope de Vega, des notices sur chaque pièce et des notes, Paris, Librairie académique Didier et Cie, 1869-1870 (lire en ligne). Prix Langlois 1874 décerné par l'Académie française[8].
- De l'Enseignement des langues vivantes dans les lycées, Paris, Delagrave, 1871, 15 p.[6],[5].
- Œuvres de Sidoine Apollinaire : Texte latin, publiées pour la première fois dans l'ordre chronologique accompagnées de notes des divers commentateurs. Précédées d'une introduction contenant une étude sur Sidoine Apollinaire, Paris, Ernest Thorin, 1878, 637 p. (lire en ligne).
- Anthologie espagnole, 1884[5].

## Décorations
- Chevalier de la Légion d'honneur le 11 août 1869[2],[6],[5].
- Officier de l'Instruction publique en 1846[6].